# Liste des interstates au New Hampshire
Les Interstates au New Hampshire font partie du réseau des autoroutes inter-états et sont entretenues par le New Hampshire Department of Transportation (NHDOT). L'État compte trois autoroutes principales et deux auxiliaires.

## Autoroutes principales
| Numéro | Longueur (mi) | Longueur (km) | Terminus sud / ouest                            | Terminus nord / est                              | Créée | Notes |
| ------ | ------------- | ------------- | ----------------------------------------------- | ------------------------------------------------ | ----- | ----- |
| I-89   | 60,86         | 97,95         | I-93 / NH 3A à Bow                              | I-89 à la frontière du Vermont à Lebanon         | 1967  |       |
| I-93   | 131,76        | 212,05        | I-93 à la frontière du Massachusetts à Salem    | I-93 à la frontière du Vermont près de Littleton | 1957  |       |
| I-95   | 16,19         | 26,06         | I-95 à la frontière du Massachusetts à Seabrook | I-95 à la frontière du Maine à Portsmouth        | 1957  |       |
|        |               |               |                                                 |                                                  |       |       |

## Autoroutes auxiliaires
| Numéro | Longueur (mi) | Longueur (km) | Terminus sud / ouest       | Terminus nord / est                | Créée | Notes |
| ------ | ------------- | ------------- | -------------------------- | ---------------------------------- | ----- | ----- |
| I-293  | 11,77         | 18,94         | I-93 / NH 101 à Manchester | I-93 / Everett Turnpike à Hooksett | 1976  |       |
| I-393  | 4,59          | 7,39          | US 202 à Concord           | US 4 / US 202 / NH 9 à Pembroke    | 1979  |       |
|        |               |               |                            |                                    |       |       |